# Teofilo Camomot Bastida
Teofilo Bastida Camomot (Carcar, 3 marzo 1914 – San Fernando, 27 settembre 1988) è stato un arcivescovo cattolico filippino. 
Ordinato sacerdote diocesano dell'arcidiocesi di Cebu il 14 dicembre 1941, è stato infine nominato vescovo ausiliare il 23 marzo 1955 e ha ricevuto la sede titolare di Clysma. Divenne arcivescovo coadiutore dell'arcidiocesi di Cagayan de Oro il 10 giugno 1958, divenendo arcivescovo titolare di Marcianopolis. In attesa che l'allora arcivescovo James Hayes andasse in pensione, Camomot si dimise per motivi di salute il 17 giugno 1970. Morì in un incidente automobilistico a San Fernando nel 1988. È stato avviato un processo che potrebbe portare alla sua canonizzazione come santo.

## Biografia
Camomot è nato il 3 marzo 1914 a Carcar, da Luis Camomot e Angela Bastida. Fu battezzato il giorno successivo e il 22 agosto 1915 ricevette il Sacramento della Cresima. Fin dalla tenera età, Camomot era già immerso in un ambiente molto religioso. Ha trascorso i suoi anni elementari alla Carcar Elementary School dove è stato soprannominato "Lolong". Dopo essersi diplomato alle elementari, Camomot ha deciso di aiutare suo padre nella fattoria e sognava di diventare un agricoltore, cosa che sua madre disapprovava. Quando suo fratello maggiore Diosdado visitò e vide che Camomot non frequentava la scuola, gli chiese se voleva entrare in seminario. Camomot entrò nel Seminario Menor de San Carlos a Mabolo, Cebu City, per la sua istruzione secondaria dal 1932 al 1933, proseguendo i suoi studi filosofici e teologici presso il Seminario Mayor de San Carlos. Fu ordinato sacerdote il 14 dicembre 1941, celebrando la sua Cantamisa (prima messa di un neo-sacerdote) al secondo piano della casa paterna anziché nella chiesa parrocchiale di Carcar a causa dello scoppio della seconda guerra mondiale.

## Vita successiva
Per dodici anni è stato curato della parrocchia di Santa Teresa de Ávila a Talisay. Nel 1955, il Terzo Ordine dei Carmelitani Scalzi (ora Ordine Secolare dei Carmelitani Scalzi) fu fondato presso il Monastero Carmelitano di Barangay Mabolo, Cebu City, e Camomot fu eletto primo priore del Capitolo di San Elías. Il 25 marzo 1955 Camomot fu nominato vescovo ausiliare di Jaro, Iloilo, ricevendo l'ordinazione episcopale il 29 maggio 1955 e rimanendo fino al 1959. Dopo la messa, visitava i poveri e gli ammalati. Nel 1959 fu inviato nell'arcidiocesi di Cagayán de Oro come arcivescovo coadiutore con diritto di successione. Ha formato i Paoliniani Difensori della Fede e le Terziarie Carmelitane della Santissima Eucaristia, l'organizzazione precedente delle Figlie di Santa Teresa.Tra il 1962 e il 1965 ha partecipato alla prima (11 ottobre 1962 – 8 dicembre 1962), alla terza (14 settembre 1964 – 21 novembre 1964) e alla quarta (14 settembre 1965 – 8 dicembre 1965) del Concilio Vaticano II. A causa di problemi ai reni, dovette dimettersi da arcivescovo coadiutore nel 1970. Tornò a Cebu e fu assegnato alla parrocchia di Santo Tomás de Villanueva a Barangay El Pardo, Cebu City. Insieme a lui c'erano alcune suore della congregazione che aveva fondato a Mindanao. Mentre si trovava a Pardo, visitò spesso anche la sua ex parrocchia di Talisay. Nel 1976 fu assegnato curato alla nativa Carcar, e fu vescovo ausiliare del cardinale Julio Rosales.

## Morte
Il 27 settembre 1988, dopo aver celebrato la messa per la festa di San Vincenzo de' Paoli al Seminario Mayor de San Carlos e aver visitato il monastero carmelitano di Barangay Mabolo, Camomot fu accompagnato a casa a Carcar dal suo autista. Il veicolo si è ribaltato a Sitio Magtalisay (San Fernando) uccidendo Camomot ma non il suo autista.
Migliaia di persone hanno partecipato al funerale di Camomot al cimitero municipale. Nel 2009, il suo corpo è stato riesumato per essere trasferito al convento delle Figlie di Santa Teresa a Valladolid, Carcar.
Da allora la sua tomba è diventata un luogo di pellegrinaggio, in particolare nel suo anniversario di nascita ogni 3 marzo e in quello di morte il 27 settembre. Vicino alla tomba, un museo espone vari oggetti che aveva usato durante la sua vita, incluso il suo letto.

## Causa di Canonizazione
Camomot non era né un predicatore eloquente né un oratore convincente, ma era noto per trascorrere ore in confessionale, svegliarsi molto presto per Lodi, meditazione e opere di misericordia. Si dice che abbia impegnato la sua croce pettorale per aiutare a dare ai poveri. L'arcivescovo emerito di Cebu Ricardo Jamin Vidal ha affermato che ci sono state diverse segnalazioni sulla bilocazione di Camomot poiché le persone lo avrebbero visto in due posti contemporaneamente. Vidal ha firmato una dichiarazione giurata in relazione a un resoconto di un testimone oculare su questo fenomeno, in cui Camomot stava sonnecchiando accanto a lui durante una riunione del Collegio dei Consultori. “Ho già autenticato la sua presenza a una riunione. Ma una donna ha detto che in quel momento si trovava in un barangay di montagna (a Carcar) a dare l'ultimo sacramento a una persona morente”, ha detto. “Lui (Camomot) era alla mia sinistra, e l'arcivescovo (Manuel) Salvador – discutendo della pastorale (spinta) della diocesi – alla mia destra. Ho detto “Monsignore, noi votiamo e lei deve votare”, ha aggiunto.[ Le Figlie di Santa Teresa hanno chiesto formalmente l'apertura di una causa di beatificazione e canonizzazione. Il 15 ottobre 2010, il cardinale Vidal ha annunciato che la Santa Sede avrebbe aperto la causa di Camomot. Il 21 maggio 2022 Papa Francesco, espletate le opportune procedure, ha elevato Camamot allo status di Venerabile. Dopo ulteriori procedure e miracoli verificati, potrà essere canonizzato come Santo. Durante un'udienza con il cardinale Marcello Semeraro, Papa Francesco ha promulgato diversi decreti, tra cui uno che delinea le virtù eroiche di Camomot.

## Genealogia episcopale e successione apostolica
La genealogia episcopale è:
- Cardinale Scipione Rebiba
- Cardinale Giulio Antonio Santori
- Cardinale Girolamo Bernerio, O.P.
- Arcivescovo Galeazzo Sanvitale
- Cardinale Ludovico Ludovisi
- Cardinale Luigi Caetani
- Cardinale Ulderico Carpegna
- Cardinale Paluzzo Paluzzi Altieri degli Albertoni
- Papa Benedetto XIII
- Papa Benedetto XIV
- Cardinale Enrico Enriquez
- Arcivescovo Manuel Quintano Bonifaz
- Cardinale Buenaventura Córdoba Espinosa de la Cerda
- Cardinale Giuseppe Maria Doria Pamphilj
- Papa Pio VIII
- Papa Pio IX
- Cardinale Gustav Adolf von Hohenlohe-Schillingsfürst
- Arcivescovo Salvatore Magnasco
- Cardinale Gaetano Alimonda
- Cardinale Giovanni Cagliero, S.D.B.
- Arcivescovo Guglielmo Piani, S.D.B.
- Cardinale Julio Rosales y Ras
- Arcivescovo Teofilo Camomot Bastida

La successione apostolica è:
- Vescovo Juan Nicolasora Nilmar (1959)